# Мон Репо (Керкіра)
Мон Репо (грец. Μουσείο Παλαιόπολης Κέρκυρας) — палац на острові Керкіра (Корфу), Греція. Він розташований в південній частині міста Керкіра в лісистій частині  Палополіса.

## Історія
Палац (вілла) побудований як дача для британського комісара Іонічної республіки  Фредеріка Адама та його другої дружини (корфійки) Діамантіни «Ніни» Палатіно в 1828–1831 рр. Хоча їм довелося звільнити віллу незабаром після цього в 1832 році, коли Адама відправили служити в Мадрас Індію.
Вілла рідко використовувалася як резиденція для подальших британських губернаторів. У 1833 році тут розміщувалася школа образотворчого мистецтва, під керівництвом місцевого скульптора Павлоса Просалентіса. У 1834 році для публіки відкрито парк. В палаці також розміщувалось центральне поштове відділення.
Імператриця Австрії Єлизавета Баварська зупинялась там у 1863 році. Тут вона полюбила острів, та згодом збудувала Ахілліонський палац.
Після союзу з Грецією в 1864 році вілла була передана королем Георгом I грецькій королівській сім'ї як літня резиденція та була перейменована на "Mon Repos". 
Під час італійської окупації Керіри у Другу світову війну палац був резиденцією італійського губернатора Іонічних островів.
Грецька королівська родина використовувала палац резиденцію до тих пір, поки король Костянтин II не покинув країну в 1967 році.  Вілла згодом стала занедбана, але була відновлена в 1990-х роках.
У віллі народились декілька представників королівської династії, серед яких принц Філіп, герцог Едінбургський (10 червня 1921 року) та Алексія принцеса Грецька та Дацька (10 липня 1965 року).

## Архітектура
Палац побудований в стилі неокласицизму, за проектами та наглядом англійського архітектора сера Джорджа Вітмора, який був архітектором палацу святих Михайла та Георгія в Керкірі, а інженер Дж. Харпер.
Сувора симетрія характеризує композицію будівлі, яка представлена у вигляді двох компактних частин. Основний об'єм палацу — це триповерхова[уточнити] розкішна споруда, збудована в неокласичному архітектурному стилі. У будівлі переважають прості лінії з великими отворами, як і у інших ранніх неокласичних будівлях Греції.

## Судова справа
Вілла була конфіскована за суперечливих обставин через кілька років після проголошення Грецької Республіки у 1974 р. Її конфіскація та конфіскація іншого майна скинутого та засланого короля Костянтина II без будь-якої компенсації призвели до судової справи в Європейському суді прав людини.
Позиція короля ґрунтувалась на твердженні про те, що майно, про яке йде мова, придбано його попередниками на законних підставах і тому підлягало постійному особистому успадкуванню. Грецька держава стверджувала, що оскільки власність використовувалася королівською родиною через її суверенний статус, або отримана шляхом використання цього статусу, після скасування монархії майно автоматично повертається у державну власність.
Суд ухвалив рішення, яким зобов’язав Грецьку республіку виплатити королю винагороду менше 1% від вартості палацу (за іншими даними компенсацію у розмірі 7 мільйонів фунтів стерлінгів (за усю загублену власність після скасування королівської монархії в 1975 році)), але дозволив грецькій державі зберегти право власності на майно.
в 2002 році Європейський суд з прав людини в Страсбурзі присудив екс-королеві компенсацію у розмірі 7 мільйонів фунтів стерлінгів (за усю загублену власність після скасування королівської монархії в 1975 році) і закріпив право власності на віллу за грецькою державою.

## Сучасність
Палац перебував у муніципальному віданні міста Керкіра, яке в 1995 році передало на 50 років його Міністерству культури Греції та використовується як музей (відкрито у 2000 році), де зберігаються артефакти, підняті з дна Іонічного моря, і знайдені при розкопках древньої Коркіри. Більшість робіт з реставрації палацу було здійснено в 1994 році до бенкету Європейського саміту, який відбувся в Греції в червні того року.

## Експозиція
На першому поверсі палацу відвідувач може побачити вигляд кімнати 19 століття, з портретами, меблями та сукнею першої жительки палацу - Діамантіни «Ніни» Палатіно - леді Адамс та її речами 
Також на першому поверсі розташована виставка археологічних предметів, знайдених під час розкопок в районі Коркіри, датованих доримськими часами. Також тут розташована фотовиставка, яка містить фотографії розкопок у стародавньому місті Коркірі, з предметами, пов'язаними з комерцією, побутом та культурою людей Керкіри в давнину.
З першого на другий поверх ведуть дерев'яні круглі сходи. На другому поверсі експозиція продовжується та періодично організовуються виставки та освітні заходи.
У другій будівлі, яка служила гуртожитком і носить ім'я "Тіто", розміщуються майстерні з охорони археологічних знахідок. Також є невеликий склад, на якому перебувають рідкісні предмети, які періодично виставляються в складі головної експозиції.

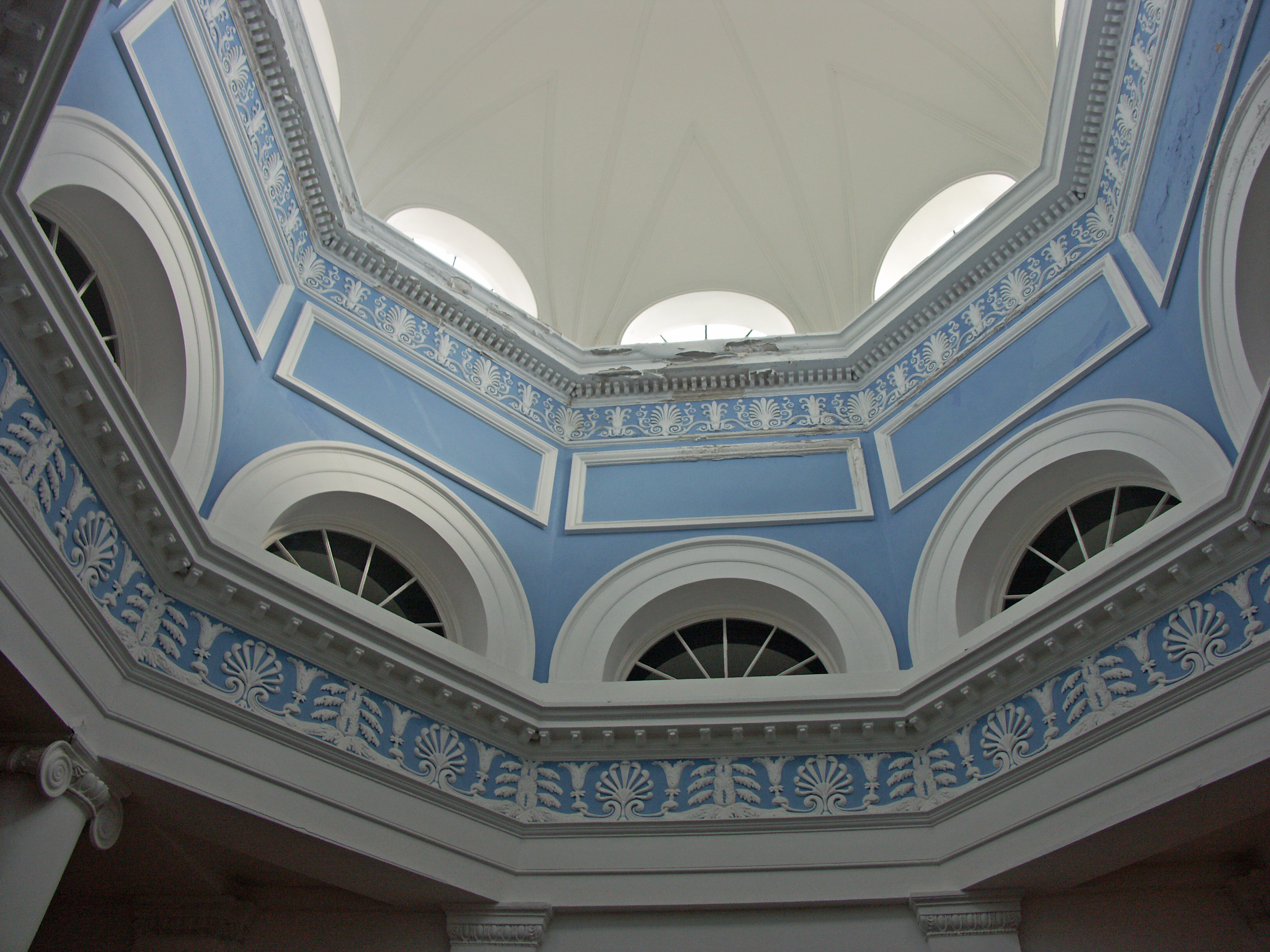
В середині палацу

## Час роботи музею
Вартість квитка: повна — € 4; знижена: 2 €. З 1 листопада по 31 березня знижена ціна єдиного квитка діє незалежно для всіх відвідувачів.
З 1 листопада 2019 року до 31 березня 2020 року: щодня, крім вівторка, з 08.30-15.30
Літо: З 20 квітня по 31 жовтня 2019 року: щодня, крім середи: 08.30-16.00
Останній вхід до музею: за 30 хвилин до закриття
Свята — 25 березня: закрито. Діє безплатний вхід для окремих категорій осіб, у тому числі: студентів  університетів — вищих навчальних закладів, технологічних навчальних закладів або еквівалентів країн за межами Європейського Союзу, за умови пред'явлення посвідчення студента

## Додатково
Рішення суду щодо палацу [Архівовано 7 листопада 2015 у Wayback Machine.] [Архівовано 7 листопада 2015 у Wayback Machine.] [Архівовано 7 листопада 2015 у Wayback Machine.]